# Desierto del Monte

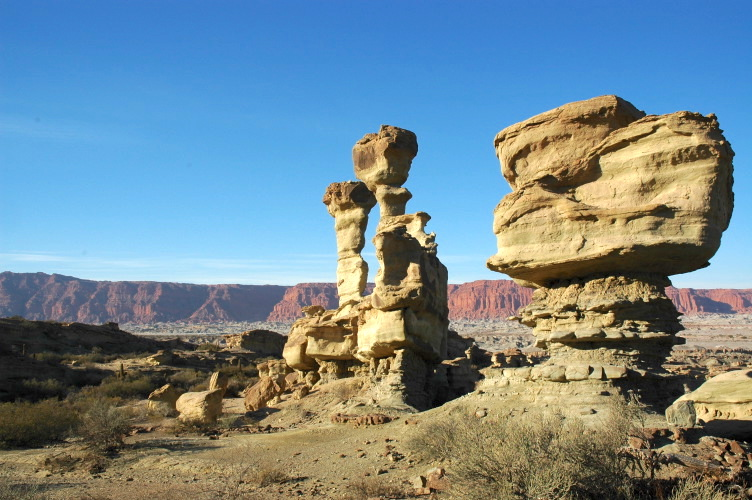
Ischigualasto, Argentina.

El desierto del Monte es un desierto de América del Sur, que se encuentra en Argentina. El desierto se encuentra al sureste del desierto de Atacama en Chile, al norte del mayor desierto de la Patagonia, y al este de los Andes.

## Geografía
Las delimitaciones entre el desierto del Monte, el desierto de Atacama, y el desierto de la Patagonia no son exactos y el desierto parece ser más o menos continuo con los otros dos desiertos cercanos. La geografía de la tierra es muy similar a la del interior del desierto patagónico, con sedimentos volcánicos, piedemonte llanero, y los grandes bloques de montaña, muchos de estos es el resultado de su proximidad a la antigua And.
Debido a la región situada en el este, o del lado de los Andes, experimenta muy poca lluvia. Este efecto sombra de lluvia es la principal razón para la aridez de la región y para la formación del Monte y los desiertos cercanos. La principal diferencia entre este desierto y los otros dos desiertos es la falta de intensidad del efecto de las corrientes de agua fría frente a las costas de América del Sur para el Desierto del Monte. Esto permite que este desierto pueda apoyar una variedad más amplia de vida que los otros dos desiertos más extremos.

## Flora y fauna
La flora de la región es mucho más diversa que el cercano desierto de la Patagonia (que contiene principalmente arbustos y hierbas) y el desierto de Atacama (que es casi desprovisto de vida). Los arbustos y las hierbas no sólo son comunes, pero los cactus altos incluso hacen parecer más acogedor el desierto.
La fauna de la zona es también muy similar a la del desierto patagónico, sólo en una mayor diversidad y número debido a las condiciones más hospitalarias del Monte. Los pequeños mamíferos como ratones abundan y los animales más grandes como el guanaco y la lechucita pampeana se pueden encontrar también.